# Pierre Cuilleret
Pierre Cuilleret, né le 26 janvier 1967, est un homme d'affaires français.

## Biographie

### Famille et formation
Pierre Cuilleret est le fils de Jacques Cuilleret (1935-2014), chirurgien des hôpitaux.
Il est diplômé d’HEC Paris (1991), et a étudié à l'University of California à Berkeley et à la Stockholm School of Economics.

### Carrière
Pierre Cuilleret commence sa carrière au sein du Groupe Bouygues en Angleterre, avant de rejoindre Gemini Consulting en France et de travailler de très près avec les opérateurs de téléphonie mobile. Il crée ensuite en 1996 The Phone House avec Geoffroy Roux de Bézieux, et en assure la direction générale jusqu'en décembre 2001. Il vend ses parts en 2000, au moment de l’entrée en bourse du groupe Carphone Warehouse à Londres. De mars 2000 à août 2005, il est Chief Executive Officer Group insurance du groupe[réf. souhaitée].
Le 29 août 2005, il devient président de Micromania, le réseau leader de la distribution de jeux vidéo en France, à la suite de la prise de contrôle de l'entreprise par L Capital, devenue depuis L Catterton. En 2008, il revend Micromania à Gamestop et devient en 2011 vice-président senior de Gamestop,.
En avril 2014, il annonce qu'il quitte Micromania et le groupe Gamestop.
De 2011 à 2016, il est administrateur indépendant de DIA, d'Alpima depuis 2015 et de Boohoo Group Plc depuis 2017.